# Filippo Zana
Filippo Zana (n. 18 martie 1999, Thiene, Veneto, Italia) este un ciclist profesionist italian, care concurează în prezent pentru echipa Team Jayco–AlUla.

## Rezultate în Marile Tururi

### Turul Italiei
4 participări
- 2020: locul 100
- 2021: locul 73
- 2022: locul 47
- 2023: câștigător al etapei a 18-a, locul 18